# Gabriel Kujur
Gabriel Kujur SJ (* 7. Juli 1945 in Mahuadanr, Indien) ist ein indischer Ordensgeistlicher und emeritierter römisch-katholischer Bischof von Daltonganj.

## Leben
Gabriel Kujur trat in die Ordensgemeinschaft der Jesuiten ein und empfing am 8. Mai 1978 das Sakrament der Priesterweihe.
Am 3. März 1997 ernannte ihn Papst Johannes Paul II. zum Bischof von Daltonganj. Der Erzbischof von Ranchi, Telesphore Placidus Toppo, spendete ihm am 8. Januar 1998 die Bischofsweihe; Mitkonsekratoren waren der Bischof von Hazaribag, Charles Soreng SJ, und der Erzbischof von Bhopal, Paschal Topno SJ.
Papst Franziskus nahm am 7. Juli 2016 seinen vorzeitigen Rücktritt an.